# Máthé Miklósné
Máthé Miklósné Kéri Klára (Komárom, 1900. december 9. – Budapest, 1985. július 8.) zongoratanár, Justné Kéry Hedvig (1896–1980) pedagógus, pszichológus húga.

## Életrajza
Kéri Miklós (1861–1938) jogász, kúriai bíró és Heumann Klára (1876–1942) leányaként született. Miután édesanyja kitűnő zongorista volt, gyermekkorától kezdve zene vette körül. Tizenöt évesen Székely Arnold növendéke lett a Zeneakadémián. Kitűnően végzett. Néhány évet Hollandiában töltött. Koncertezett is nagy sikerrel, de sosem volt megelégedve magával. Többet akart tudni. Ekkor hazajött. Weiner Leó és Varró Margit tanárok növendékeként „gyönyörű éveket" töltött még továbbtanulással. Tőlük nemcsak „szakmát" tanult felsőfokon, de olyan pedagógusi példát, amely meghatározta saját tanári habitusát is az elkövetkező hosszú években. 1945-ben Czövek Ernával megalapították a Magán Zenetanárok Munkaközösségét. Az első magyar Zongoraiskolának egyik társszerzője volt. Később, 1948-ban, megalakult a Bartók Béla Zeneművészeti Szakközépiskola. Ide nevezték ki tanárnak, de ezzel egyidőben a Főiskolára is, ahol a tanárjelöltek tanítási gyakorlatát vezette és didaktikát tanított. 1966-ban létrejött a Zeneakadémián az Előkészítő Tagozat, ahol haláláig tanította a fiatal tehetségeket. Tanítványai közül nagyon sokan világhírű pianisták, karmesterek lettek. Növendéke volt – többek között Ránki Dezső, Szabó Csilla, Némethy Attila, Joó Árpád, Kiss Gyula, Szokolay Balázs, Nagy Péter, Csalog Gábor, Kecskés Balázs, Pertis Attila, Bogányi Gergely. A kiemelkedő fiatal tehetségekkel nyugdíjba vonulása után is foglalkozott. Mesteriskolát, rádióelőadásokat tartott meghívott előadóként az NDK-ban és Jugoszláviában, az utóbbi helyen módszertani előadásokat is.
Számos pedagógiai cikk szerzője. A Magyar Televízió portréfilmet készített róla, melyet 1986. január 4-én mutattak be.
Férje Máthé Miklós cégvezető volt, akihez 1928. augusztus 3-án Budapesten ment nőül.

## Kiadványai
- Zongoraiskola a tanítóképzők 1-4. osztálya számára (Budapest, 1952-55, társszerző)
- Zongoraiskola kezdőknek (Budapest, 1966)
- Tanulmányok, visszaemlékezések (1980)

## Származása
| Kéri Klára (Komárom, 1900. dec. 9.– Budapest, 1985. júl. 8.) zongoratanár | Apja: Kéri Miklós (1883-ig Weisz Miksa) (Pest, 1861. febr. 4.– Budapest, 1938. ápr. 1.) jogász, kúriai bíró | Apai nagyapja: Kéri Márk (1883-ig Weisz) (Abaújszántó, 1829– Újpest, 1900. dec. 16.) törvényszéki bíró | Apai nagyapai dédapja: Weisz Mór borkereskedő                                   |
| Kéri Klára (Komárom, 1900. dec. 9.– Budapest, 1985. júl. 8.) zongoratanár | Apja: Kéri Miklós (1883-ig Weisz Miksa) (Pest, 1861. febr. 4.– Budapest, 1938. ápr. 1.) jogász, kúriai bíró | Apai nagyapja: Kéri Márk (1883-ig Weisz) (Abaújszántó, 1829– Újpest, 1900. dec. 16.) törvényszéki bíró | Apai nagyapai dédanyja: Fried Hanni                                             |
| Kéri Klára (Komárom, 1900. dec. 9.– Budapest, 1985. júl. 8.) zongoratanár | Apja: Kéri Miklós (1883-ig Weisz Miksa) (Pest, 1861. febr. 4.– Budapest, 1938. ápr. 1.) jogász, kúriai bíró | Apai nagyanyja: Weitzenblum Fanni (1837– Újpest, 1920. dec. 31.)                                       | Apai nagyanyai dédapja: Weitzenblum Ignác (Krakkó, 1801– Kassa, 1889. júl. 13.) |
| Kéri Klára (Komárom, 1900. dec. 9.– Budapest, 1985. júl. 8.) zongoratanár | Apja: Kéri Miklós (1883-ig Weisz Miksa) (Pest, 1861. febr. 4.– Budapest, 1938. ápr. 1.) jogász, kúriai bíró | Apai nagyanyja: Weitzenblum Fanni (1837– Újpest, 1920. dec. 31.)                                       | Apai nagyanyai dédanyja: Schanczer Anna (1806– Sátoraljaújhely, 1893. máj. 19.) |
| Kéri Klára (Komárom, 1900. dec. 9.– Budapest, 1985. júl. 8.) zongoratanár | Anyja: Heumann Klára (Nyíregyháza, 1876. márc. 29.– Budapest, 1942. dec. 14.)                               | Anyai nagyapja: Heumann Ignác (Varannó, 1845. márc. 16.– Nyíregyháza, 1896. márc. 5.) ügyvéd           | Anyai nagyapai dédapja: Heumann Sándor magánzó                                  |
| Kéri Klára (Komárom, 1900. dec. 9.– Budapest, 1985. júl. 8.) zongoratanár | Anyja: Heumann Klára (Nyíregyháza, 1876. márc. 29.– Budapest, 1942. dec. 14.)                               | Anyai nagyapja: Heumann Ignác (Varannó, 1845. márc. 16.– Nyíregyháza, 1896. márc. 5.) ügyvéd           | Anyai nagyapai dédanyja: Rosenthal Johanna                                      |
| Kéri Klára (Komárom, 1900. dec. 9.– Budapest, 1985. júl. 8.) zongoratanár | Anyja: Heumann Klára (Nyíregyháza, 1876. márc. 29.– Budapest, 1942. dec. 14.)                               | Anyai nagyanyja: Adler Jozefin (Eperjes, 1851. júl. 7.– Budapest, 1941)                                | Anyai nagyanyai dédapja: Adler Leo (1814– Kapi, 1877. ápr. 13.)                 |
| Kéri Klára (Komárom, 1900. dec. 9.– Budapest, 1985. júl. 8.) zongoratanár | Anyja: Heumann Klára (Nyíregyháza, 1876. márc. 29.– Budapest, 1942. dec. 14.)                               | Anyai nagyanyja: Adler Jozefin (Eperjes, 1851. júl. 7.– Budapest, 1941)                                | Anyai nagyanyai dédanyja: Ungár Teréz                                           |